# Authon, Loir-et-Cher

Authon este o comună în departamentul Loir-et-Cher, Franța. În 1 ianuarie 2022 avea o populație de 749 de locuitori.